# Seyyid Abdullah Pasha
Seyyid Abdullah Pasha (también conocido como Boynueğri Seyyid Abdullah Pasha; fallecido en marzo de 1761 en Alepo) fue un estadista otomano que se desempeñó como gran visir desde 1747 hasta 1750. También se desempeñó como gobernador otomano de Chipre (1745–46, nuevamente en 1746–47), Rakka (1746), Konya (1750), Bosnia (1750–51), Egipto (1751–52), Diyarbekir (1752–60 ), y Alepo (1760).
Abdullah Pasha nació en Kirkuk, hijo de Blond Seyyid Hasan Aga, quien se desempeñó como gran sheyhulislam antes que él. Asistió a la escuela del palacio de Enderun cuando era joven y se convirtió en visir en diciembre de 1745.
Murió en el cargo de gobernador de Alepo en marzo de 1760.